# Lijst van voetbalinterlands Cyprus - Italië
Deze lijst van voetbalinterlands is een overzicht van alle officiële voetbalwedstrijden tussen de nationale teams van Cyprus en Italië. De landen hebben tot op heden acht keer tegen elkaar gespeeld. De eerste ontmoeting was een kwalificatiewedstrijd voor het Europees kampioenschap voetbal 1968 in Nicosia op 22 maart 1967. Het laatste duel, een kwalificatiewedstrijd voor het Wereldkampioenschap voetbal 2010, vond plaats op 14 oktober 2009 in Parma.

## Wedstrijden
| № | Plaats  | Datum            | Competitie           | Wedstrijd       | Uitslag |
| - | ------- | ---------------- | -------------------- | --------------- | ------- |
| 1 | Nicosia | 22 maart 1967    | EK 1968 kwalificatie | Cyprus − Italië | 0 − 2   |
| 2 | Cosenza | 1 november 1967  | EK 1968 kwalificatie | Italië − Cyprus | 5 − 0   |
| 3 | Limasol | 12 februari 1983 | EK 1984 kwalificatie | Cyprus − Italië | 1 − 1   |
| 4 | Perugia | 22 december 1983 | EK 1984 kwalificatie | Italië − Cyprus | 3 − 1   |
| 5 | Limasol | 22 december 1990 | EK 1992 kwalificatie | Cyprus − Italië | 0 − 4   |
| 6 | Foggia  | 21 december 1991 | EK 1992 kwalificatie | Italië − Cyprus | 2 − 0   |
| 7 | Limasol | 6 september 2008 | WK 2010 kwalificatie | Cyprus − Italië | 1 − 2   |
| 8 | Parma   | 14 oktober 2009  | WK 2010 kwalificatie | Italië − Cyprus | 3 − 2   |

## Samenvatting
| Competitie      | Totaal gespeeld | Winst Cyprus | Gelijk | Winst Italië | Doelsaldo Cyprus – Italië |
| --------------- | --------------- | ------------ | ------ | ------------ | ------------------------- |
| WK-kwalificatie | 2               | 0            | 0      | 2            | 3 − 5                     |
| EK-kwalificatie | 6               | 0            | 1      | 5            | 2 − 17                    |
| Totaal          | 8               | 0            | 1      | 7            | 5 − 22                    |

Wedstrijden bepaald door strafschoppen worden, in lijn met de FIFA, als een gelijkspel gerekend.

## Details

### Vierde ontmoeting
| EK 1984 kwalificatie (Perugia, Italië, 22 december 1983): |              | |
| Italië | 3 – 1        | Cyprus |
| Alessandro Altobelli 53' Antonio Cabrini 82' Paolo Rossi 86' (pen.) | goals        | 68' (pen.) Marios Tsingis |
| Enzo Bearzot | bondscoach   | Vasil Spasov |
| Giovanni Galli Giuseppe Bergomi Antonio Cabrini Franco Baresi Pietro Vierchowod Ubaldo Righetti 46' Bruno Conti 60' Salvatore Bagni Paolo Rossi Giuseppe Dossena Alessandro Altobelli | opstellingen | Andreas Konstantinou Kostas Miamiliotis Giorgos Kezos Giannakis Yiangoudakis Kleitos Erotokritou Nikos Pantziaras Marios Tsingis Koulis Pantziaras Kostas Foti 86' Lefteris Kouis 82' Fanis Theophanous |
| Fulvio Collovati 46' Pietro Fanna 60' | wissels      | 82' Paskhalis Hristoforou 86' Pavlos Kounnas |
| Franco Baresi 39' Pietro Vierchowod 84' | gele kaarten | 47' Marios Tsingis 50' Kostas Miamiliotis 71' Fanis Theophanous |
| - Debuut van Pietro Fanna (Hellas Verona) voor Italië. |              | |

KOP · A-internationals · Bondscoaches · Statistieken · Cypriotisch vrouwenelftal · Cyprus U21 · Cyprus U20 · Cyprus U19 · Cyprus U18 · Cyprus U17 · Cyprus U16
1960 – 1969 · 
1970 – 1979 · 
1980 – 1989 · 
1990 – 1999 · 
2000 – 2009 · 
2010 – 2019 ·
2020 − 2029
1960 · 
1961 · 
1962 · 
1963 · 
1964 · 
1965 · 
1966 · 
1967 · 
1968 · 
1969 · 
1970 · 
1971 · 
1972 · 
1973 · 
1974 · 
1975 · 
1976 · 
1977 · 
1978 · 
1979 · 
1980 · 
1981 · 
1982 · 
1983 · 
1984 · 
1985 · 
1986 · 
1987 · 
1988 · 
1989 · 
1990 · 
1991 · 
1992 · 
1993 · 
1994 · 
1995 · 
1996 · 
1997 · 
1998 · 
1999 · 
2000 · 
2001 · 
2002 · 
2003 · 
2004 · 
2005 · 
2006 · 
2007 · 
2008 · 
2009 · 
2010 · 
2011 · 
2012 · 
2013 ·
2014 ·
2015 ·
2016 ·
2017 ·
2018 ·
2019 ·
2020 ·
2021 ·
2022
Albanië ·
Andorra ·
Armenië ·
Azerbeidzjan ·
België ·
Bosnië en Herzegovina ·
Bulgarije ·
Canada ·
Denemarken ·
Duitsland ·
Engeland ·
Estland ·
Faeröer ·
Finland ·
Frankrijk ·
Georgië ·
Gibraltar · 
Griekenland ·
Hongarije ·
Ierland ·
IJsland ·
Irak ·
Iran ·
Israël ·
Italië ·
Japan ·
Joegoslavië ·
Jordanië ·
Kazachstan ·
Koeweit ·
Kosovo ·
Kroatië ·
Letland ·
Libanon ·
Litouwen ·
Luxemburg ·
Malta ·
Moldavië ·
Montenegro ·
Nederland ·
Noord-Ierland ·
Noord-Macedonië ·
Noorwegen ·
Oekraïne ·
Oostenrijk ·
Polen ·
Portugal ·
Roemenië ·
Rusland ·
San Marino ·
Saoedi-Arabië ·
Schotland ·
Servië ·
Slovenië ·
Slowakije ·
Sovjet-Unie ·
Spanje ·
Syrië ·
Tsjechië ·
Tsjecho-Slowakije ·
Wales ·
Wit-Rusland ·
Zweden ·
Zwitserland
FIGC · A-internationals · Selecties · Bondscoaches · Italiaans vrouwenelftal · Olympisch elftal · Italië U21 · Italië U20 · Italië U19 · Italië U18 · Italië U17 · Italië U16 · Vrouwen U17
1910 – 1919 ·
1920 – 1929 ·
1930 – 1939 ·
1940 – 1949 ·
1950 – 1959 ·
1960 – 1969 ·
1970 – 1979 ·
1980 – 1989 ·
1990 – 1999 ·
2000 – 2009 ·
2010 – 2019 ·
2020 − 2029
EK's: 1968 · 
1980 · 
1988 · 
1996 · 
2000 · 
2004 · 
2008 · 
2012 · 
2016 ·
2020 ·
2024
WK's: 1934 · 
1938 · 
1950 · 
1954 · 
1962 · 
1966 · 
1970 · 
1974 · 
1978 · 
1982 · 
1986 · 
1990 · 
1994 · 
1998 · 
2002 · 
2006 · 
2010 · 
2014
OS: 1912 · 
1920 · 
1924 · 
1928 · 
1936 · 
1948 · 
1952 · 
1960 · 
1984 · 
1988 · 
1992 · 
1996 · 
2000 · 
2004 · 
2008
1911 · 
1912 · 
1913 · 
1914 · 
1915 · 
1916 · 1917 · 1918 · 1919 · 
1920 · 
1921 · 
1922 · 
1923 · 
1924 · 
1925 · 
1926 · 
1927 · 
1928 · 
1929 · 
1930 · 
1931 · 
1932 · 
1933 · 
1934 · 
1935 · 
1936 · 
1937 · 
1938 · 
1939 · 
1940 · 
1941 · 
1942 · 
1943 · 1944 · 
1945 · 
1946 · 
1947 · 
1948 · 
1949 · 
1950 · 
1952 · 
1952 · 
1953 · 
1954 · 
1955 · 
1956 · 
1957 · 
1958 · 
1959 · 
1960 · 
1961 · 
1962 · 
1963 · 
1964 · 
1965 · 
1966 · 
1967 · 
1968 · 
1969 · 
1970 · 
1971 · 
1972 · 
1973 · 
1974 · 
1975 · 
1976 · 
1977 · 
1978 · 
1979 · 
1980 · 
1981 · 
1982 · 
1983 · 
1984 · 
1985 · 
1986 · 
1987 · 
1988 · 
1989 · 
1990 ·
1991 · 
1992 · 
1993 · 
1994 · 
1995 · 
1996 · 
1997 · 
1998 · 
1999 · 
2000 · 
2001 · 
2002 · 
2003 · 
2004 · 
2005 · 
2006 · 
2007 · 
2008 · 
2009 · 
2010 · 
2011 · 
2012 · 
2013 · 
2014 · 
2015 · 
2016 · 
2017 ·
2018 ·
2019 ·
2020 ·
2021 ·
2022 ·
2023 ·
2024
Albanië ·
Algerije ·
Argentinië ·
Armenië ·
Australië ·
Azerbeidzjan ·
België ·
Bosnië en Herzegovina ·
Brazilië ·
Bulgarije ·
Canada ·
Chili ·
China ·
Costa Rica ·
Cyprus ·
DDR ·
Denemarken ·
Duitsland ·
Ecuador ·
Egypte ·
Engeland ·
Estland ·
Faeröer ·
Finland ·
Frankrijk ·
Georgië ·
Ghana ·
Griekenland ·
Haïti ·
Hongarije ·
Ierland ·
IJsland ·
Israël ·
Ivoorkust ·
Japan ·
Joegoslavië ·
Kameroen ·
Kroatië ·
Liechtenstein · 
Litouwen ·
Luxemburg ·
Malta ·
Marokko ·
Mexico ·
Moldavië ·
Montenegro ·
Nederland ·
Nieuw-Zeeland ·
Nigeria ·
Noord-Ierland ·
Noord-Korea ·
Noord-Macedonië ·
Noorwegen ·
Oekraïne ·
Oostenrijk ·
Paraguay ·
Peru ·
Polen ·
Portugal ·
Roemenië ·
Rusland ·
San Marino ·
Saoedi-Arabië ·
Schotland ·
Servië ·
Servië en Montenegro ·
Slovenië ·
Slowakije ·
Sovjet-Unie ·
Spanje ·
Tsjechië ·
Tsjecho-Slowakije ·
Tunesië ·
Turkije ·
Uruguay ·
Venezuela ·
Verenigde Staten ·
Wales ·
Wit-Rusland ·
Zuid-Afrika ·
Zuid-Korea ·
Zweden ·
Zwitserland
Argentinië (1982) · 
Australië (2006) · 
België (2016) · 
België (2021) · 
Brazilië (1970) · 
Brazilië (1982) · 
Brazilië (1994) · 
Costa Rica (2014) · 
Duitsland (2006) · 
Duitsland (2012) · 
Engeland (2012) ·
Engeland (2014) ·
Engeland (2021) ·
Frankrijk (2000) · 
Frankrijk (2006) · 
Frankrijk (2008) · 
Ghana (2006) · 
Hongarije (1938) · 
Ierland (2012) · 
Joegoslavië (1968) · 
Kameroen (1982) · 
Kroatië (2012) · 
Nederland (2008) · 
Nieuw-Zeeland (2010) · 
Oekraïne (2006) · 
Oostenrijk (2021) · 
Paraguay (2010) · 
Peru (1982) · 
Polen (1982, 1) · 
Polen (1982, 2) · 
Roemenië (2008) · 
Spanje (2008) ·
Spanje (2012, 1) ·
Spanje (2012, 2) ·
Spanje (2016) ·
Spanje (2021) ·
Tsjechië (2006) · 
Turkije (2021) · 
Uruguay (2014) · 
Verenigde Staten (2006) · 
Wales (2021) · 
West-Duitsland (1982) · 
Zweden (2016) · 
Zwitserland (2021)